# International Double Reed Society
La International Double Reed Society (IDR), que se encuentra en Finksburg, Maryland, es una organización que promueve los intereses de los intérpretes, fabricantes y entusiastas de instrumentos de doble lengüeta. La IDRS organiza concursos internacionales de oboe y fagot, una conferencia anual, un directorio de miembros, una biblioteca, información sobre subvenciones, y publicaciones, tales como su propia revista, The Double Reed.

## Historia
El IDRS surgió de un boletín de 1969 para fagotistas compilado por Gerald Corey. El profesor Lewis Hugh Cooper de la Universidad de Míchigan y Alan Fox, presidente del fabricante de fagotes Fox Products, fundaron un "club de doble caña" para promover oportunidades para los músicos de doble caña. Junto con Corey, organizaron una reunión durante la reunión de diciembre de 1971 de la convención de Mid-Western Band Masters, y la primera conferencia anual de la sociedad de doble caña se reunió en agosto de 1972 en la Universidad de Míchigan.

## Congresos
La competencia internacional IDRS Fernand Gillet-Hugo Fox para oboístas y fagotistas se lleva a cabo todos los años durante la conferencia anual de la sociedad, con un primer premio de $ 8,000, un segundo premio de $ 3,000 y $ 1,000 para otros finalistas. Cinco finalistas son seleccionados para competir. Pueden competir aquellos oboístas o fagotistas que aún no hayan cumplido 31 años en la fecha de la ronda final de la competencia. La competencia se fundó en 1979 y está dedicada a la memoria del maestro oboísta Fernand Gillet, oboe solista de la Orquesta Sinfónica de Boston desde 1925 hasta 1946; y el maestro fagotista Hugo Fox, primer fagot de la Orquesta Sinfónica de Chicago desde 1922 hasta 1949. La competencia alterna entre fagot y oboe cada año. 
El Concurso de Jóvenes Artistas IDRS para oboístas y bajistas se lleva a cabo cada año durante la conferencia anual de la sociedad para los instrumentos discordantes del Concurso Gillet-Fox, con un primer premio de $ 2,000, un segundo premio de $ 1,000 y un tercer premio de $ 500. Tres finalistas son seleccionados para competir. Los oboístas o fagotistas que aún no hayan cumplido 22 años en la fecha de la ronda final de la competencia son elegibles para participar. La competencia fue fundada en 2008, comenzando con el oboe. 
El Concurso Meg Quigley Vivaldi fue fundado por Nicolasa Kuster, bajista principal de la Sinfónica de Wichita en 2005 y Kristin Wolfe Jensen, profesora de fagot en la Universidad de Texas en Austin. Está abierto a jóvenes fagotistas de América del Norte y del Sur y se celebra simultáneamente con la conferencia IDRS cada dos años. Los homónimos del concurso son el compositor italiano barroco Antonio Vivaldi, que enseñó música en el Ospedale della Pietà, un orfanato para mujeres en Venecia, y Meg Quigley, una filántropa de California que apoyó temas e instituciones de mujeres. Los premios en el año inaugural incluyeron: primer lugar, $ 9,000 así como la oportunidad de dar recitales adicionales; segundo lugar, $ 6,000; y $ 3,000 por el tercer puesto.